# Scuola media superiore Dante Alighieri di Pola
La Scuola media superiore italiana Dante Alighieri di Pola (abbreviata in SMSI Pola; in croato Talijanska srednja škola Dante Alighieri, in breve STS Pula) è una scuola pubblica per la minoranza italiana a Pola in Croazia. La scuola fu istituita nel 1947.

## Storia
Il 17 dicembre 1997 il presidente della Repubblica Oscar Luigi Scalfaro ha posato la prima pietra della nuova sede di via Santorio e il 10 ottobre 2001 la nuova sede è stata inaugurata dal presidente della Repubblica Carlo Azeglio Ciampi assieme al presidente della Croazia Stjepan Mesić.